# Мангистауська область
Мангиста́уська о́бласть (каз. Маңғыстау облысы, колишня назва Мангишлацька область) — область на південному заході Казахстану. Адміністративний центр — місто Актау.

## Історія
Область утворена 20 березня 1973 року з південної частини Гур'євської області і мала назву — Мангишлацька. В 1988 році область була ліквідована, але 1990 року відновлена вже під новою назвою.

## Географія
Розташована на східному березі Каспійського моря, в більшій частині на півострові Мангистау, межує: на півночі з Атирауською та північному сході з Актюбінською областями, на півдні — з Туркменістаном та на сході — з Узбекистаном.
Північна частина області з обширними солончаками розташована на Прикаспійській низовині, центральну і південну частину займає плато Мангистау (г. Бесшоки, 556 м), плато Устюрт і Кендерлі-Каясанське (на крайньому півдні). Кілька западин лежать нижче рівня моря, в тому числі дві найнижчі точки Казахстану — западини Карагіє (на захід від плато Мангистау) — 132 м і Каринжарик (між плато Мангистау і Устюрт) −70 м, а також западина Каунди (за 60 км на північний схід від Казахської затоки) −57 м.
Велика частина території області зайнята солончаковою пустелею з ділянками чагарникової рослинності на бурих ґрунтах: поверхня частково покрита солончаками, такировидними солонцями і пісками, в тому числі рухомими піщаними масивами (Бостанкум), з вкрай рідкою рослинністю.
Берег Каспійського моря порізаний численними затоками:
- Комсомолець
  - Мертвий Култук
    - Кайдак
- Мангистауська
  - Кочак
  - Сариташ
- Тюб-Караганська
- Олександра Бековича-Черкаського
- Казахська
  - Кендирлі

Біля берегів Каспійського моря знаходяться острови Тюленячі (в районі Мангистауської затоки) та Дурнєва (затока Комсомолець).
Клімат різко-континентальний, вкрай посушливий. Середня температура в січні −7 °C, в липні +27 °C (в окремі дні максимальна температура перевищує +40 °C). Опадів всього випадає близько 100—150 мм на рік.

## Господарство
В області видобувається 25 % усієї нафти Казахстану. На початку 1950-х років у надрах були виявлені великі поклади урану і рідкісноземельних елементів.

### Транспорт
Територією області проходить нафтопровід Актау-Жетибай-Озен. Місто Актау є морськими воротами Казахстану.
2014 року був затверджений перелік автомобільних шляхів обласного значення загальною протяжність 1012 км:
| Номер | Назва                                       | Протяжність, км |
| ----- | ------------------------------------------- | --------------- |
| KR-1  | «Актау-Каламкас» з під'їздом до аеропорту   | 278             |
| KR-2  | «Актау-Куюлус (ПГМК)»                       | 44              |
| KR-3  | «Куюлус (ПГМК)-Шетпе»                       | 45              |
| KR-4  | «Тасбулат-Карамандибас»                     | 11              |
| KR-5  | «Жетиай-Карамандибас-Жанаозен»              | 80              |
| KR-6  | «Сайотес-Каракудук-Кизилсай»                | 108             |
| KR-7  | «Форт-Шевченко-43 км дороги Актау-Каламкас» | 89              |
| KR-8  | «Форт-Шевченко-Таучик-Шетпе»                | 161             |
| KR-9  | «Опорний-Сарикамис»                         | 80              |
| KR-10 | під'їзд до БВ «Фетісово» (Кендерлі)         | 5               |
| KR-11 | під'їзд до аеропорту «Актау»                | 14              |
| KR-12 | «Ата-Жоли»                                  | 97              |

2015 року був затверджений новий перелік, загальна протяжність доріг при цьому зменшилась до 932 км:
| Номер | Назва                                                | Протяжність, км |
| ----- | ---------------------------------------------------- | --------------- |
| KR-1  | «Актау-Форт-Шевченко»                                | 122             |
| KR-2  | «43 км дороги Актау-Форт-Шевченко-родовище Каламкас» | 231             |
| KR-3  | «Актау-аеропорт»                                     | 24              |
| KR-4  | «С.Шапагатов-аеропорт»                               | 4               |
| KR-5  | «Актау-Куюлус»                                       | 44              |
| KR-6  | «Куюлус-Шетпе»                                       | 45              |
| KR-7  | «Тасболат-Карамандибас»                              | 11              |
| KR-8  | «Жетибай-Карамандибас-Жанаозен»                      | 80              |
| KR-9  | «Сайотес-Каракудук-Кизилсай»                         | 108             |
| KR-10 | «Форт-Шевченко-Таучик-Шетпе»                         | 161             |
| KR-11 | під'їзд до БВ «Кендерлі»                             | 5               |
| KR-12 | «Ата-Жоли»                                           | 97              |

### Соціальна сфера
2010 року був затверджений Державний перелік пам'яток історії та культури місцевого значення, який налічує в собі 570 об'єктів.

## Адміністративний поділ

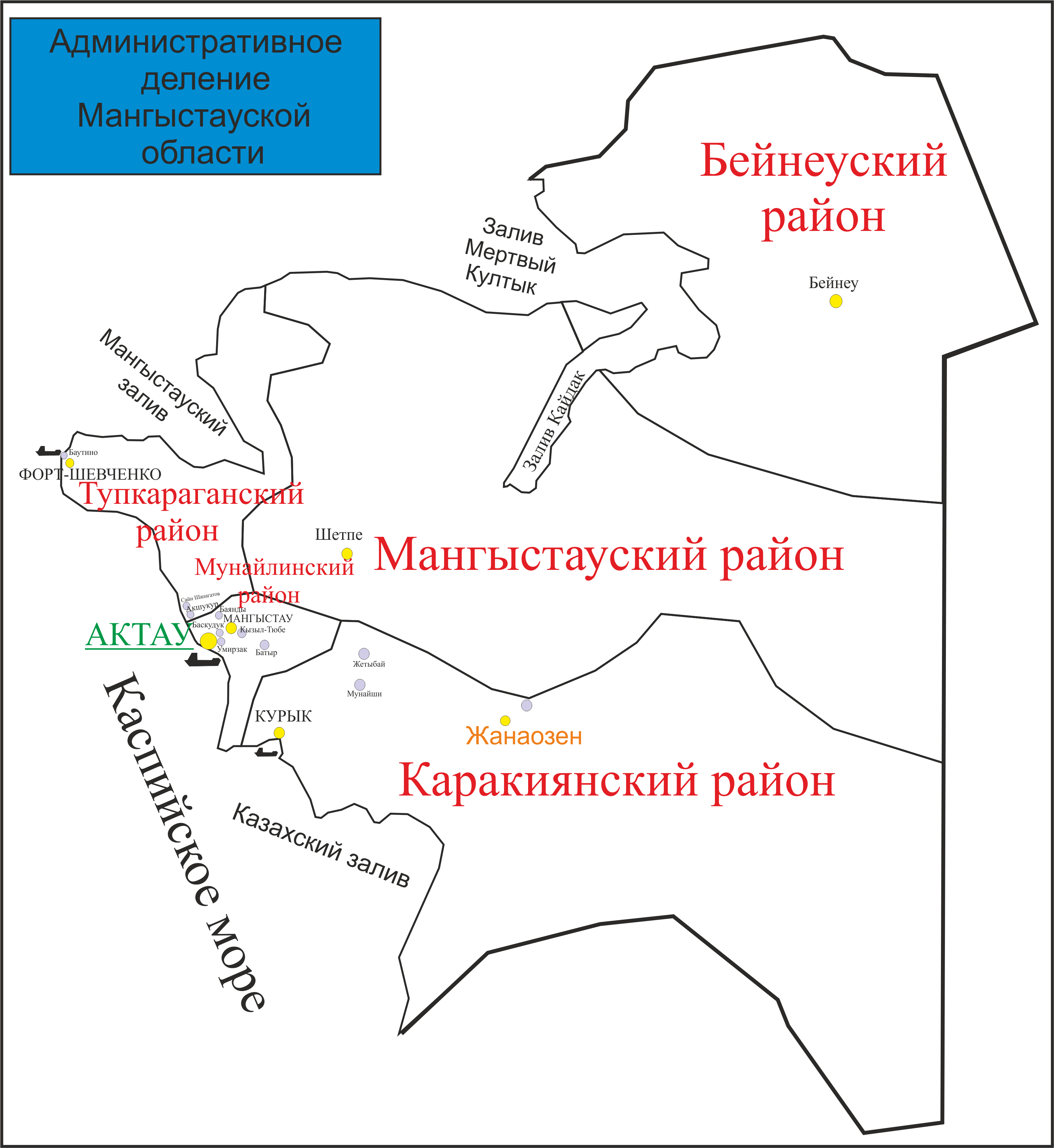
Адміністративний поділ Мангистауської області

При утворені, у 1973 році, область ділилася на 3 райони: Бейнеуський, Єралієвський і Мангистауський. У 1980 році утворено Мунайлинський район, проте у 1988 він був ліквідований. У 1992 році утворено Тупкараганський район, а через рік Єралієвський район був перейменований в Каракіянський. У 2007 році відновлений Мунайлинський район.
| № | Район                 | Площа, км² | Населення, осіб (1989) | Населення, осіб (1999) | Населення, осіб (2009) | Населення, осіб (2021) | Центр         | АО | НП |
| - | --------------------- | ---------- | ---------------------- | ---------------------- | ---------------------- | ---------------------- | ------------- | -- | -- |
| 1 | Бейнеуський район     | 40519,33   | 23430                  | 26548                  | 46937                  | 70585                  | Бейнеу        | 10 | 11 |
| 2 | Каракіянський район   | 64297,01   | 28403                  | 23437                  | 29579                  | 36460                  | Курик         | 7  | 9  |
| 3 | Мангистауський район  | 47018,32   | 28282                  | 29024                  | 31215                  | 35052                  | Шетпе         | 12 | 21 |
| 4 | Мунайлинський район   | 4921,89    | 11537                  | 13300                  | 74294                  | 153838                 | Мангистау     | 7  | 8  |
| 5 | Тупкараганський район | 8076,99    | 14420                  | 14225                  | 20544                  | 37250                  | Форт-Шевченко | 6  | 6  |
| 6 | Актауська м.а.        | -          | 160930                 | 144798                 | 169809                 | 259365                 | Актау         | 1  | 2  |
| 7 | Жанаозенська м.а.     | -          | 55675                  | 63337                  | 113014                 | 142458                 | Жанаозен      | 4  | 5  |

## Найбільші населені пункти
Населені пункти з чисельністю населення понад 10000 осіб:
| №  | Населений пункт | Населення, осіб (1989) | Населення, осіб (1999) | Населення, осіб (2009) | Населення, осіб (2021) |
| -- | --------------- | ---------------------- | ---------------------- | ---------------------- | ---------------------- |
| 1  | Актау           | 159245                 | 143396                 | 166962                 | 251855                 |
| 2  | Жанаозен        | 48339                  | 48871                  | 91332                  | 72425                  |
| 3  | Бейнеу          | 11913                  | 14299                  | 32452                  | 55842                  |
| 4  | Рахат           | -                      | -                      | -                      | 35468                  |
| 5  | Мангистау       | 10703                  | 12433                  | 14818                  | 33141                  |
| 6  | Баскудук        | -                      | -                      | 14215                  | 31534                  |
| 7  | Атамекен        | -                      | -                      | 22428                  | 29294                  |
| 8  | Кизилтобе       | -                      | -                      | 15157                  | 25188                  |
| 9  | Шетпе           | 10581                  | 10237                  | 12223                  | 16762                  |
| 10 | Батир           | -                      | -                      | -                      | 16621                  |
| 11 | Тенге           | 4572                   | 11080                  | 16688                  | 15894                  |
| 12 | Жетибай         | 8988                   | 9153                   | 11326                  | 13541                  |
| 13 | Кендерлі        | -                      | -                      | -                      | 12868                  |
| 14 | Акшукур         | 3008                   | 3347                   | 6230                   | 12279                  |
| 15 | Курик           | 10629                  | 6701                   | 8118                   | 11466                  |
| 16 | Даулет          | -                      | -                      | 4800                   | 10135                  |

## Населення
Населення — 735008 осіб (2021; 485392 у 2009, 314669 у 1999, 322677 у 1989).
Національний склад (станом на 2016 рік):
- казахи — 565694 особи (90,26 %)
- росіяни — 38248 осіб (6,1%)
- азербайджанці — 5715 осіб
- каракалпаки — 2242 особи
- узбеки — 2146 осіб
- лезгини — 1955 осіб
- українці — 1954 особи
- татари — 1707 осіб
- вірмени — 1072 особи
- корейці — 848 осіб
- чеченці — 664 особи
- киргизи — 640 осіб
- грузини — 397 осіб
- німці — 296 осіб
- удіни — 235 осіб
- білоруси — 214 осіб
- осетини — 201 особа
- інші — 2546 осіб

| Роки      | 2003     | 2004     | 2005     | 2006     | 2007     | 2008     |
| --------- | -------- | -------- | -------- | -------- | -------- | -------- |
| Населення | 338 612  | ▲349 668 | ▲361 754 | ▲374 430 | ▲390 531 | ▲407 403 |
|           |          |          |          |          |          |          |
| Роки      | 2009     | 2010     | 2011     | 2012     | 2013     | 2014     |
| Населення | ▲482 631 | ▲503 265 | ▲524 175 | ▲545 724 | ▲568 086 |          |